# Bogdinac
Bogdinac (serbisches-kyrillisch: Богдинац) ist ein Dorf in Serbien.

## Geographie
Das Dorf befindet sich in der geographischen Region Banja, in der Opština Sokobanja im Okrug Zaječar, im Osten des Balkanstaats. Bogdinac liegt in der Mitte des östlichen Teils des Banja-Beckens. Das Dorf liegt auf der rechten Seite des Flusses, Saselačka Reka, auf zwei Flussterrassen. Auf dem Dorfgebiet existieren auch mehrere kleinere Quellen. Auch der kleine Fluss Bogdaniška Reka fließt durch das Dorfgebiet. 
Das Dorf ist nach Norden ausgerichtet und ist von den Auswirkungen des Nordwindes und der Košava betroffen. 
Der Ort ist östlich der Gemeindehauptstadt gelegen und befindet sich an der Straße, die von Sesalac, durch das Tal des Flusses Saselačka Reka, auf die Hauptstraße, die von Sokobanja nach Knjaževac führt, mündet. Daneben führt eine weitere Dorfstraße zum Dorf Nikolinac.
Bogdinac liegt durchschnittlich auf einer Höhe von 415 m über dem Meeresspiegel. 

## Dorftypus
Das Dorf ist klein. Die Häuser des Ortes sind recht eng aneinander gebaut worden. Die Häuser reihen sich rund um die Hauptstraße und entlang der Straßen, die durch das Dorf führen. Der Ort ist in drei Dorfteile gegliedert: Ristinska mala, Markovska mala und Podbučina.
Die Dorfbewohner sind hauptsächlich in der Landwirtschaft und der Viehzucht tätig. 
Rund um das Dorf gibt es große landwirtschaftlich genutzte Areale, insbesondere bei den Flurnamen: Ravna Šuma, Petrova Međina, Rajkovac, Podina, Golema Livada, Crkvište und Selina. Die Felder unterhalb des Dorfes im Tal des Flusses Saselačka Reka sind viel fruchtbarer als die Felder oberhalb des Dorfes. 
Die Sommerweiden des Dorfes befinden sich im Obli Del, in der Nähe des Dorfes Rujište, in der Opština Boljevac. Dort befindet sich auch der Dorfwald. Die Winterweiden liegen oberhalb des Dorfes auf der Lokalität, Ravna Šuma.

## Bevölkerung
Das Dorf hatte 2022 eine Einwohnerzahl von 112, während es 2011 noch 146 waren, nach den letzten drei Bevölkerungsstatistiken fällt die Einwohnerzahl weiter. Die Bevölkerung stellen Serben.

### Demographie
| Jahr | Einwohnerzahl |
| ---- | ------------- |
| 1948 | 356           |
| 1953 | 351           |
| 1961 | 351           |
| 1971 | 337           |
| 1981 | 306           |
| 1991 | 254           |
| 2002 | 201           |
| 2011 | 146           |
| 2022 | 112           |

## Geschichte
Die Vorfahren der heutigen Dorfbevölkerung zogen Ende des 18. Jahrhunderts aus der damaligen Walachei, dem Ostkosovo, aus Bosnien, Montenegro, der Gegend um Pirot, Smederevo und des Podrinje in die Gegend. 
Die Gründer von Bogdinac lebten einst im Ort Rujište. Später zogen diese weg und gründeten das Dorf auf seinem heutigen Standort. Mehrere Familien wurden durch dieses Ereignis räumlich getrennt. Ein Familienteil kam nach Bogdinac und der andere verblieb in Rujište. Über den Namen des Dorfes gibt es keine erhaltenen Überlieferungen.
In der Nähe der Lokalität Crkvište, wurden alte Mauern gefunden. Die Dorfbewohner glauben, diese Mauern seien einst, eine alte Kirche gewesen. Bei Selina wurden die Spuren einer alten Siedlung und eines antiken Friedhofs entdeckt.

## Belege
- Artikel über das Dorf auf der Seite www.soko-banja.org, (serbisch)
- Artikel über das Dorf auf der Seite www.poreklo.rs, (serbisch)
- Књига 9, Становништво, упоредни преглед броја становника 1948, 1953, 1961, 1971, 1981, 1991, 2002, подаци по насељима, Републички завод за статистику, Београд, мај 2004, ISBN 86-84433-14-9
- Књига 1, Становништво, национална или етничка припадност, подаци по насељима, Републички завод за статистику, Београд, фебруар 2003, ISBN 86-84433-00-9
- Књига 2, Становништво, пол и старост, подаци по насељима, Републички завод за статистику, Београд, фебруар 2003, ISBN 86-84433-01-7